# Teleku-mpensu
Teleku Mpensu, Tere-Kompenso ou ainda Telekompensu é uma divindade da cultura bantu, inquice do Candomblé da nação angola. É sincreticamente associado ao orixá Logunedé.
É saudado com a frase Mutoni kamona Teleku Mpensu, muanza ê! Kumenekena! ("Pescador menino Teleku Mpensu ê!").